# Стереокомпаратор

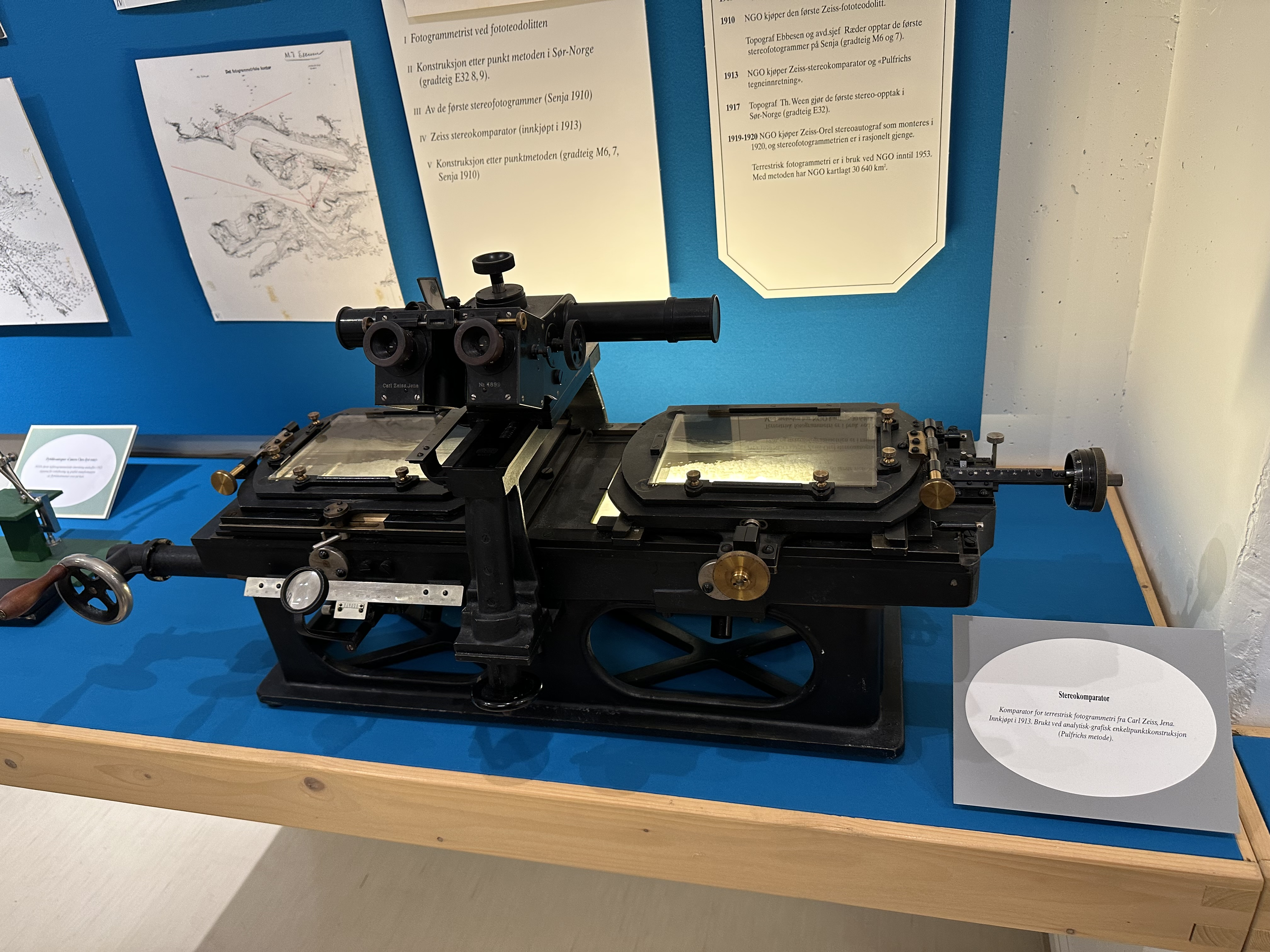
Стереокомаратор Пульфріха Model B, Carl Zeiss, 1913. Норвезький музей картографії.

Стереокомпаратор (від стерео … і компаратор) — бінокулярний прилад для спостереження і вивчення парних (стереоскопічних) знімків, що дозволяє визначати просторові розміри зображених на них об'єктів. Застосовується в наукових дослідженнях і в картографічних роботах.

## Конструкція
Прилад являє собою дві касети-знімкотримачі, які можуть рухатися в поздовжньому та поперечному напрямку каретками. Каретки змонтовані на масивну станину. Розмір зміщення каретки вимірюється з допомогою отсчетных пристроїв з точністю до микрометра[10]. З відліків отримують значення прямокутних координат точок на знімках, і навіть величини поздовжніх і поперечних паралаксів — різниці координат однієї й тієї точки на різних світлинах.
Для розгляду знімків та вибору необхідних на них точок використовується бінокулярний мікроскоп. Його використання дозволяє досягати стереоефекту і прискорює визначення поздовжніх паралаксів та їх різниць. Вимірювання виконуються за допомогою «уявної марки», яка видається спостерігачеві просторовою.